# Campeonato Africano de Judo de 2004
El XIV Campeonato Africano de Judo se celebró en Ciudad de Túnez (Túnez) entre el 7 y el 8 de mayo de 2004 bajo la organización de la Unión Africana de Judo.
En total se disputaron dieciséis pruebas diferentes, ocho masculinas y ocho femeninas.

## Resultados

### Masculino
| Evento            | Oro                          | Plata                  | Bronce                                                          |
| ----------------- | ---------------------------- | ---------------------- | --------------------------------------------------------------- |
| –60 kg            | Omar Rebahi Argelia          | Makrem Ayed Túnez      | Jean-Claude Cameroun Camerún Yunes Ahamdi Marruecos             |
| –66 kg            | Amar Meridya Argelia         | Amin El-Hadi · Egipto  | Abdou Alassane Dji Bo Níger Anis Lunifi Túnez                   |
| –73 kg            | Bernard Mvondo Etoga Camerún | Nuredin Yagubi Argelia | Haizam El-Huseini · Egipto · Olivier Mondouho · Costa de Marfil |
| –81 kg            | Amar Benijlef Argelia        | Adil Belgaid Marruecos | El-Sayed Abumedan · Egipto · François French · Sudáfrica        |
| –90 kg            | Hesham Mesbah · Egipto       | Jaled Medah Argelia    | Mohamed El-Asri Marruecos Iskander Hachicha Túnez               |
| –100 kg           | Basel El-Garbawi · Egipto    | Sami Belgrun Argelia   | Bara Ndiaye Senegal Franck Moussima Camerún                     |
| +100 kg           | Mohamed Buaichaui Argelia    | Anis Chedli Túnez      | Islam El-Shehabi · Egipto · Chukwuemeka Onyemachi · Nigeria     |
| Categoría abierta | Islam El-Shehabi · Egipto    | Armand Kamga Camerún   | Anis Chedli Túnez Hasan Azun Argelia                            |

### Femenino
| Evento            | Oro                    | Plata                        | Bronce                                                      |
| ----------------- | ---------------------- | ---------------------------- | ----------------------------------------------------------- |
| –48 kg            | Soraya Hadad Argelia   | Hanatou Ouelogo Burkina Faso | Chahnez Mbarki Túnez Philomène Bata Camerún                 |
| –52 kg            | Salima Suakri Argelia  | Naina Ravaoarisoa Madagascar | Hayet Ruini Túnez M'mah Soumah Guinea                       |
| –57 kg            | Lila Latrus Argelia    | Hayer Barhumi Túnez          | Catherine Ekuta Nigeria Fatima Zohra Ait Ali Marruecos      |
| –63 kg            | Saida Dhahri Túnez     | Henriette Moller Sudáfrica   | Keita Fanta Senegal Maryann Ekeada Nigeria                  |
| –70 kg            | Rachida Uerdan Argelia | Antónia Moreira Angola       | Yusra Zribi Túnez Christelle Okodombe Camerún               |
| –78 kg            | Huda Ben Daya Túnez    | Mélanie Engoang Gabón        | Hildegarde Asse Camerún                                     |
| +78 kg            | Insaf Yahyaui Túnez    | Samah Ramadan · Egipto       | Tatiana Bvegadzi República del Congo Samira Chhab Marruecos |
| Categoría abierta | Insaf Yahyaui Túnez    | Samah Ramadan · Egipto       | Samira Chhab Marruecos Hildegarde Asse Camerún              |

## Medallero
| Núm. | País                | Oro | Plata | Bronce | Total |
| ---- | ------------------- | --- | ----- | ------ | ----- |
| 1    | Argelia             | 8   | 3     | 1      | 12    |
| 2    | Túnez               | 4   | 3     | 6      | 13    |
| 3    | Egipto              | 3   | 3     | 3      | 9     |
| 4    | Camerún             | 1   | 1     | 6      | 8     |
| 5    | Marruecos           | 0   | 1     | 5      | 6     |
| 6    | Sudáfrica           | 0   | 1     | 1      | 2     |
| 7    | Angola              | 0   | 1     | 0      | 1     |
| 7    | Burkina Faso        | 0   | 1     | 0      | 1     |
| 7    | Gabón               | 0   | 1     | 0      | 1     |
| 7    | Madagascar          | 0   | 1     | 0      | 1     |
| 11   | Nigeria             | 0   | 0     | 3      | 3     |
| 12   | Senegal             | 0   | 0     | 2      | 2     |
| 13   | Costa de Marfil     | 0   | 0     | 1      | 1     |
| 13   | Guinea              | 0   | 0     | 1      | 1     |
| 13   | Níger               | 0   | 0     | 1      | 1     |
| 13   | República del Congo | 0   | 0     | 1      | 1     |
|      | TOTAL               | 16  | 16    | 31     | 63    |